# Lijiang (fiume)
Il Lijiang o Li Jiang (cinese: 漓江S, LíjiāngP, fiume Li) è un fiume della Regione Autonoma di Guangxi Zhuang, nella Cina meridionale. Ha origine dai monti Mao'er, nella contea Xing'an e attraversa le città di Guilin e Yangshuo per immettersi, a Wuzhou, nel fiume Xi Jiang, che è a sua volta uno dei tre immissari del fiume delle Perle, assieme al Beijiang e al Dongjiang.
È lungo 437 chilometri ed è affiancato da centinaia di verdi colline che danno luogo ad un paesaggio carsico di rara suggestione, comparabile a quello della baia di Ha Long in Vietnam. La natura circostante, che comprende anche diverse bellissime grotte, fa del fiume una meta del turismo internazionale.
La pesca con il cormorano, che avviene mediante l'utilizzo di tale uccello da parte dei pescatori, viene tuttora praticata nel Lijiang.

## Curiosità
- L'immagine con il paesaggio del Lijiang appare sul biglietto da 20 renminbi.

## Collegamenti esterni

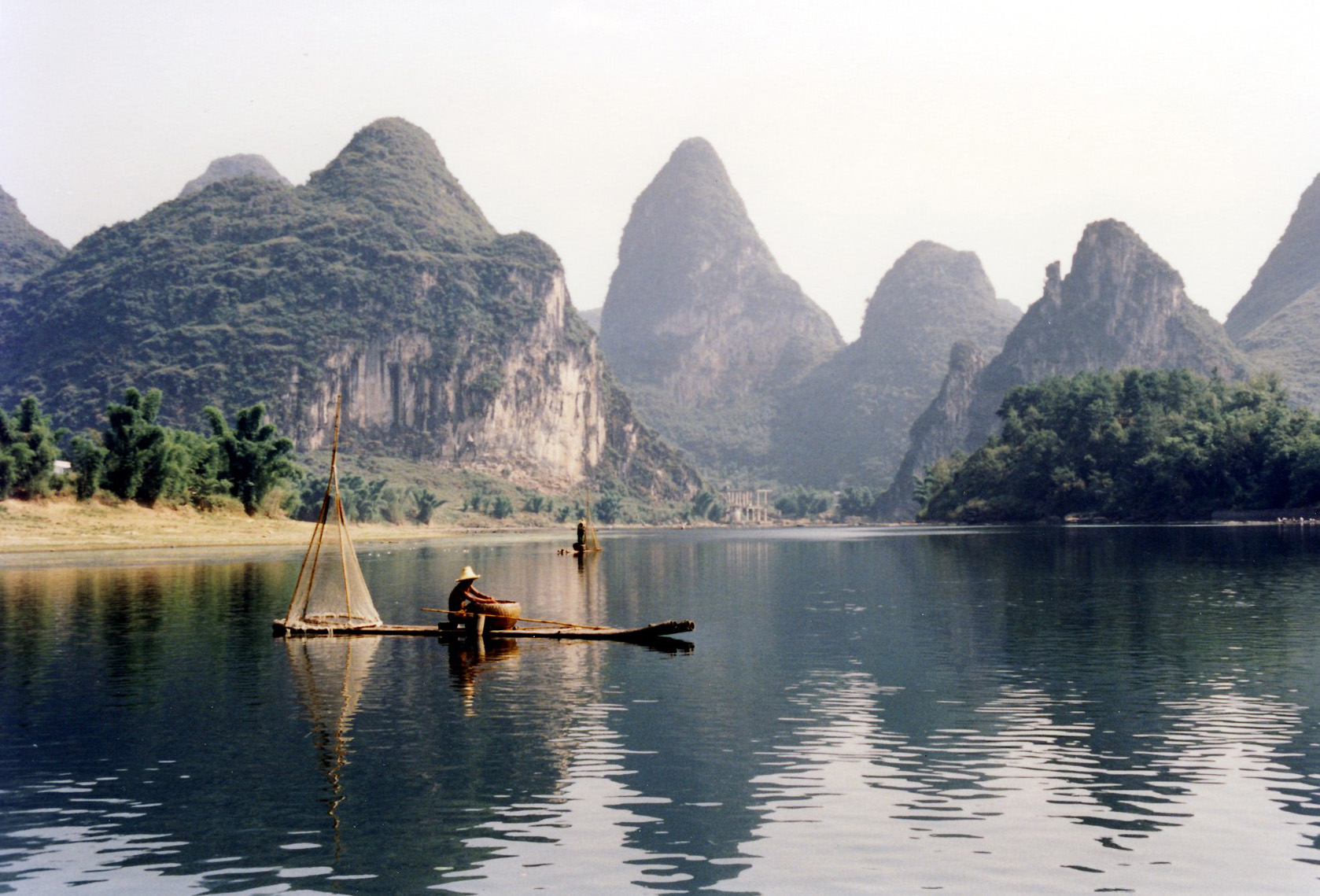
Pesca sul Lijiang